# Соколске колибе
Соколске колибе су имање које се бави првенствено узгојем аутохтоних раса домаћих животиња, а од марта 2020. године отворено је за посетиоце и од тада нуди услуге смештаја, хране и пића.
Смештено је на Соколским планинама у Западној Србији испод врха Рожањ, на десетак километара од Пецке, на путу према манастиру Светог Василија Острошког, на 900 м.н.в.
Цело имање је замишљено у стилу планинских, пастирских колиба, бачија. Основни циљ постојања имања је очување старих, готово изумрлих врста и раса домаћих животиња које су део традиције наше културе, а својеврсна је банка анималних гена.

## Положај и садржај
Место је смештено у потпуној дивљини и нетакнутој природи. За сада су ту урађене пет тераса видиковаца, изграђене на стубовима слично сојеницама са којих се види Авала, Београд, ТЕ Никола Тесла у Обреновцу... Терасе су повезане калдрмом и воде до једног бунара у коме извире чиста и мекана планинска вода. Даље калдрма води до аутентичне колибе овалног облика покривене шиндром у којој је намештај и предмети коришћени у давна времена у планинским колибама, а она сада има улогу планинске крчме.
Мало даље се налази штала, симболично названа Арка по Нојевој барци у којој се могу видети аутохтоне српске расе животиња које су на ивици истребљења. Ту су домаћи брдски коњи, балкански магарци, пси торњаци, каракачанска и виторога овца, балканске козе. Ту је и сувенирница где се могу купити сувенири аутентични за овај крај, као и бунгалови изграђени у стилу планинског катуна за смештај гостију. Мало даље у шуми је камени амфитеатар са централним бунаром шумске воде.